# Tres Arroyos
Tres Arroyos è una città argentina della provincia di Buenos Aires, capoluogo dell'omonimo dipartimento. Situata nella parte meridionale della provincia, secondo l'Instituto Nacional de Estadística y Censos nel 2022 contava 62.835  abitanti.

## Storia
Fondata il 24 aprile 1884, vi ospita la principale comunità d'origine olandese dell'Argentina.

## Monumenti e luoghi d'interesse

### Sito archeologico
A circa 5 km dalla città si trova il sito archeologico di Arroyo Seco, uno dei più antichi mai riportati alla luce in Argentina. Vi furono trovati più di 40 scheletri, in posizione da sepoltura, di un'epoca stimata intorno al 7000 a.C.. Il sito, inoltre, comprendeva strumenti da caccia e resti fossili di mammiferi estinti. Gran parte degli oggetti ritrovati è in esposizione al Museo Municipale "José A. Mulazzi".

## Cultura

### Istruzione

#### Musei
Tres Arroyos ospita il Museo di Belle Arti ed il Museo Municipale José A. Mulazzi, situato nei locali dell'ex Mercato Municipale San Martín. Fondato nel 1979, ospita al suo interno collezioni permanenti di archeologia locale e nazionale, nonché esposizioni sulla storia locale.

## Infrastrutture e trasporti

### Strade
Tres Arroyos è situata all'intersezione tra la strada nazionale 3, che unisce Buenos Aires alla Patagonia, e la strada nazionale 228 per Necochea.

## Sport
La principale società calcistica cittadina è l'Huracán de Tres Arroyos, che vanta anche una partecipazione nella massima divisione argentina nella stagione 2004-05.